# Assertio Septem Sacramentorum

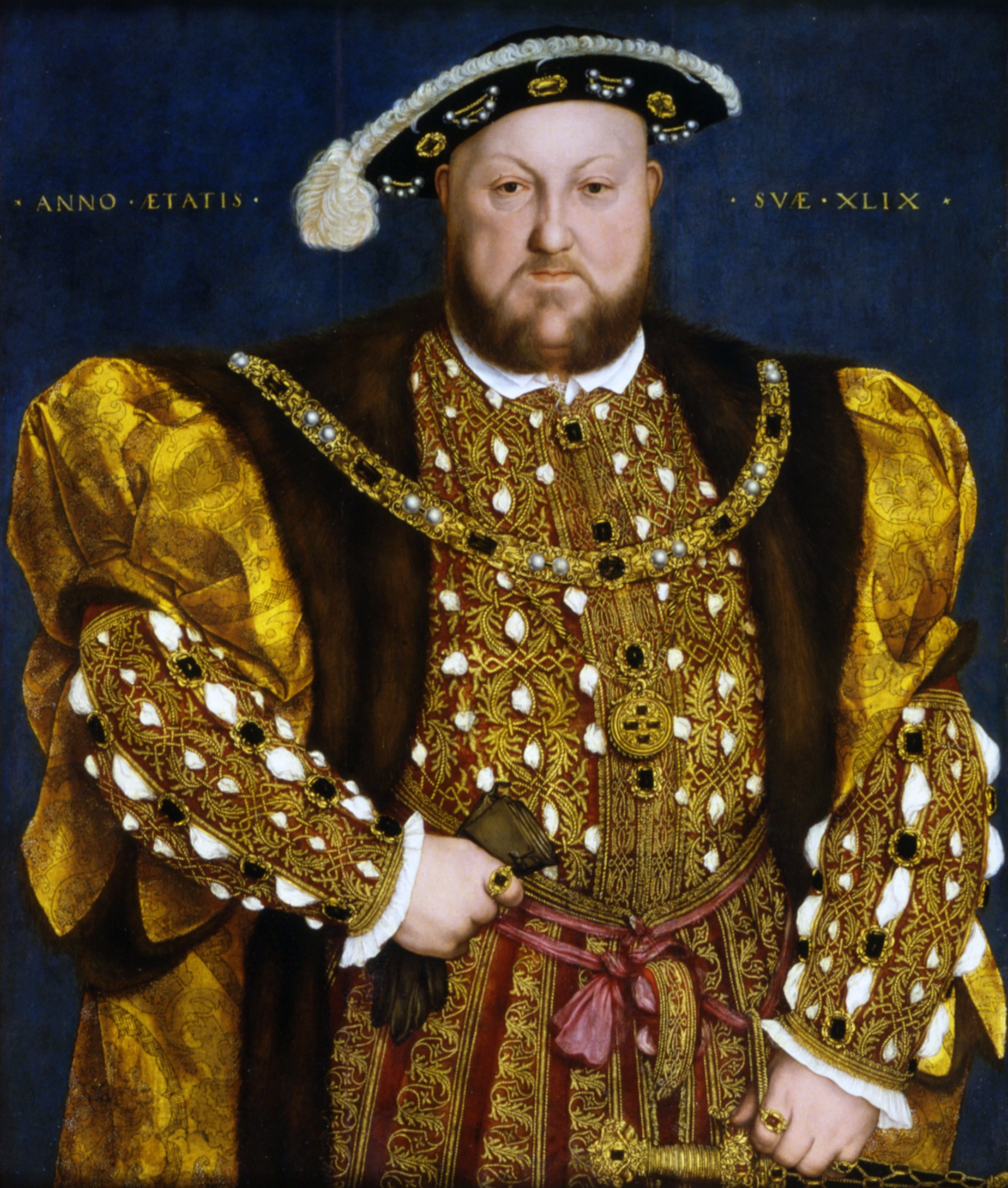
Henryk VIII

Assertio Septem Sacramentorum (pol. Obrona siedmiu sakramentów; ang. Defence of the Seven Sacraments) – traktat napisany przez króla Anglii Henryka VIII Tudora w 1521 roku, w którym bronił katolickich nauk o sakramentach i krytykował Marcina Lutra, za co otrzymał od papieża Leona X tytuł „obrońcy wiary” (łac. Fidei Defensor). Przyjmuje się, iż w pracach nad traktatem brał udział Tomasz More, jednakże jego dokładny wkład pozostaje niejasny.